# Jules Seeliger
Pour les articles homonymes, voir Seeliger.
Jules Seeliger, né le 18 février 1871 à Durbuy et mort le 23 octobre 1928 à Liège, est un homme politique belge.

## Biographie

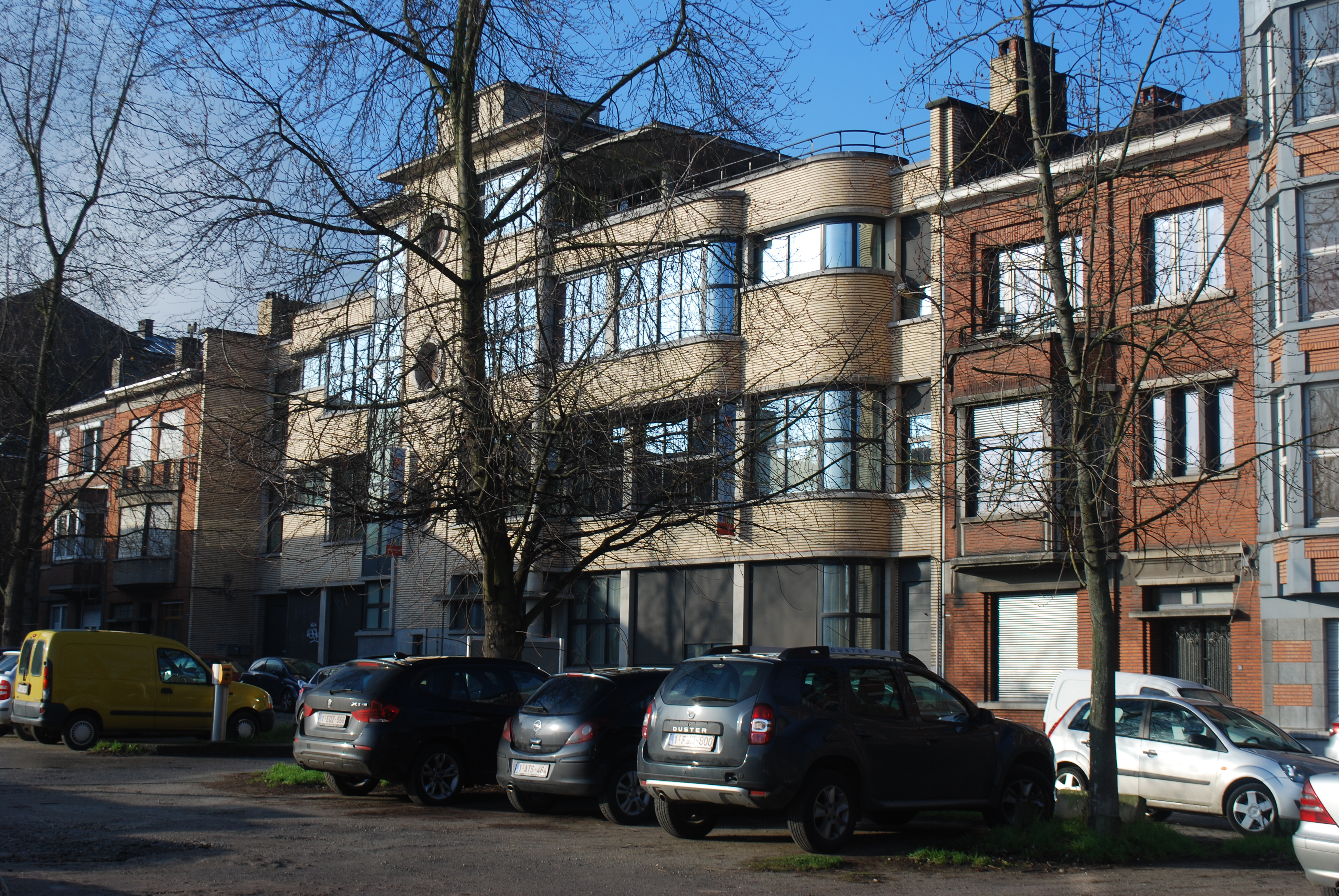
Institut Seeliger, architecte Joseph Moutschen.

Né à Durbuy dans une famille bourgeoise, Jules Seeliger est docteur en sciences sociales et docteur en droit. Avocat à partir de 1895, il fait un stage chez Paul Janson. 
Il est élu conseiller communal suppléant à Liège le 15 octobre 1899 sur la liste du Parti ouvrier belge, et siège au Conseil communal à partir du 30 mars 1900. Il occupe le poste d'échevin des finances de la Ville de Liège de 1908 à 1921. Il fonde en 1921 la société coopérative d'habitations à bon marché « La Maison Liégeoise ». Il est sénateur de 1921 (élections du 21 novembre) à sa mort en 1928.

## Hommage
À Liège, la place Jules Seeliger porte son nom depuis 1930, ainsi que l'institut chirurgical Jules Seeliger, dans la rue Jonfosse, construit en 1936-1939 par l'architecte Joseph Moutschen.